# 382 Dodona
382 Dodona (mednarodno ime je 382 Dodona) je asteroid tipa M (po Tholenu) v asteroidnem pasu. 

## Odkritje
Asteroid je odkril francoski astronom Auguste Charlois ( 1864 – 1910) 29. januarja 1894 v Nici. Asteroid je poimenovan po mestu Dodona (sedaj Dodoni) v Grčiji.

## Lastnosti
Asteroid Dodona obkroži Sonce v 5,51 letih. Njegova tirnica ima izsrednost 0,176, nagnjena pa je za 7,399° proti ekliptiki. Njegov premer je 58,37 .